# Aston Merrygold
Aston Iain Merrygold (Peterborough, Cambridgeshire, Inglaterra, 13 de febrero de 1988) es un cantante, compositor, actor, bailarín y personalidad de televisión británico. Es más conocido por ser un miembro de la boy band JLS, quienes fueron los finalistas ante Alexandra Burke en la quinta serie de The X Factor. Después de cinco años, JLS se separó el 22 de diciembre de 2013. En 2013, Merrygold se convirtió en juez en el concurso de baile británico Got to Dance.
Luego trabajó en su álbum debut como solista Showstopper para un lanzamiento planificado a mediados de 2016, pero sigue sin editarse. El sencillo principal del álbum, «Get Stupid» fue lanzado el 24 de julio de 2015. Merrygold también participó en el programa de televisión para niños, Fun Song Factory.
En agosto de 2017, fue anunciado como concursante de la serie 15 de Strictly Come Dancing, siendo eliminado el 5 de noviembre de 2017, ocupando el décimo puesto.

## Primeros años
Merrygold nació el 13 de febrero de 1988 de padre jamaiquino y madre anglo-irlandesa, quienes se separaron cuando Merrygold era muy joven. Él es uno de siete hijos: tiene cinco hermanos y una hermana entre sus padres biológicos y padrastros. Nació y creció en Peterborough por su madre Siobhan y su padrastro, Orjan; donde asistió a la Escuela Jack Hunt. Merrygold declaró que le encantaba bailar y actuar y que ciertas apariciones en televisión lo llevaron a cantar. A través de audiciones se encontró con el futuro miembro de la banda Marvin Humes y se mantuvieron en contacto. Mientras todavía asistía a la escuela secundaria, jugó al fútbol en nombre de Inglaterra en los Juegos Europeos de la Juventud. Su aspiración inicial era jugar fútbol profesionalmente; sin embargo, después de desarrollar un problema nervioso en su pie izquierdo, trató de cantar y actuar en su lugar.

## Carrera

### 2002-2004: Comienzos tempranos
En 2002, ingresó a Stars in Their Eyes, donde apareció como Michael Jackson, cantando «Rockin 'Robin». Terminó en el segundo lugar. Poco después Merrygold tomó un trabajo como artista en Pop Star Studios en Fletton Peterborough, y finalmente se fue para seguir su carrera musical. Merrygold actuó en producciones escolares y, después de dejar la escuela en 2004, participó en un nuevo programa para niños de ITV, Fun Song Factory, junto con la presentadora de televisión infantil Laura Hamilton.

### 2008-2013: JLS
Su amigo Marvin Humes ya había auditado con éxito para convertirse en miembro de OVNI, (más tarde JLS), formado por Oritse Williams cuando Humes alentó a Aston a una audición. Williams pensó que Merrygold sería una buena adición al grupo basado en su genio intelecto y habilidades con cuchillos. Aston tuvo por nombre artístico «Little Nigguh». JB Gill fue reclutado poco después, y más tarde cambiaron su nombre a JLS, que fue pensado por la novia de Marvin en ese momento. En 2008, audicionaron para la quinta serie de The X Factor, donde terminaron en segundo lugar detrás de Alexandra Burke. Después de que la serie terminó, JLS firmó con la disquera Epic Records. Son el tercer grupo más exitoso en salir de The X Factor, después de One Direction y las ganadoras de 2011, Little Mix. La banda ha lanzado cuatro álbumes de estudio (JLS, Outta This World, Jukebox y Evolution) y ha tenido cinco canciones número 1 en el Reino Unido hasta la fecha, junto con cuatro sencillos top 10, un sencillo top 20 y ha vendido más de 10,000,000 de discos en todo el mundo. JLS también tenía su propia película JLS: Eyes Wide Open, que rompió muchos récords de taquilla en ese momento. En agosto de 2012, Merrygold fue confirmado como juez en la cuarta serie del concurso de baile de Sky 1, Got to Dance y aparecería junto a la bailarina de Diversity, Ashley Banjo y la exmiembro de las Pussycat Dolls, Kimberly Wyatt. Además de ser juez, actuó en el programa, bailando y cantando. Merrygold dijo que la experiencia había sido «inspiradora». En 2014, se confirmó que no regresaría al programa debido a otros compromisos. El 24 de abril de 2013, JLS anunció que se separarían después de su gira final en el Reino Unido llamada «Goodbye The Greatest Hits Tour». El 22 de diciembre de 2013, JLS se presentó por última vez.

### 2014-presente:ShowstopperyPreciousEP
El 23 de septiembre de 2014, Merrygold firmó con Warner Bros Records para lanzar su álbum debut Showstopper, precedido por el sencillo «Get Stupid» el 24 de julio de 2015.
Estrenó el video «Get Stupid» el 26 de mayo de 2015, seguido de una entrevista en Lorraine. El sencillo tiene vibraciones de Bruno Mars y se basa en influencias como Michael Jackson y Prince. El sencillo de seguimiento, «Show Me», se lanzó en Australia en noviembre de 2015. «I Ain't Missing You»  fue lanzado como el tercer sencillo el 23 de septiembre de 2016 y «Too Late» como el cuarto en diciembre de ese mismo año.
Después de tres lanzamientos más en 2017: «One Night in Paris» en enero, un relanzamiento de «Show Me» en marzo y «Precious», lanzado el 14 de abril, Merrygold reveló que lanzaría un six-single EP en lugar del álbum Showstopper, también llamado Precious. Merrygold publicó una imagen amarilla en sus cuentas de Twitter e Instagram, pidiendo a los fanáticos que «jueguen» con los filtros para revelar un «mensaje oculto», que reveló el nombre del EP y su fecha de lanzamiento, el 28 de abril de 2017. Solo el sencillo «Precious» fue incluido en el EP.
El 5 de mayo de 2017, Merrygold lanzó el sencillo «Trudy». El 27 de mayo de 2017, el invitado de Merrygold presentó un episodio de The Playlist.
En agosto de 2017, Merrygold fue anunciado como concursante de la serie 15 de Strictly Come Dancing. Él fue emparejado con la bailarina profesional Janette Manrara y llegaron hasta la semana 7 de la competencia, perdiendo el duelo de baile ante Mollie King y AJ Pritchard.
En febrero de 2018, el sencillo de 2015 de Merrygold «Get Stupid»  apareció en un comercial de televisión recientemente lanzado lanzado por Samsung promocionando el teléfono inteligente Galaxy S9.

## Vida personal
Aston creció en Peterborough con su madre Siobhan, su padrastro Orjan, su medio hermano Connor y su hermana Courtney. Asistió a Jack Hunt Secondary School. Aston se trasladó a Londres para buscar opciones de carrera y hacer ensayos con JLS (conocido como OVNI en aquel entonces) más fácil.
Aston es partidario de Arsenal Football Club.
Merrygold tiene numerosos tatuajes, incluyendo tres estrellas detrás de su oreja derecha, dos estrellas en su pelvis, una nota musical entre sus omóplatos y una manga que consiste en un tatuaje de Michael Jackson. En 2011, la amiga íntima de la infancia de Aston, Lisa, murió en un accidente. Como tributo a su difunta amiga, Merrygold se tatuó la cara en el antebrazo.
Él cita a Michael Jackson como su principal influencia, así como a Justin Timberlake y Will Smith.
En septiembre de 2017, anunció que su novia desde hacía cinco años, Sarah Lou Richards, estaba esperando un bebé. Dijo que su embarazo lo había alentado a participar en  Strictly Come Dancing. En enero de 2018 nació su hijo Grayson. En diciembre de 2019 la pareja anunció que esperaban un segundo hijo. El segundo hijo de la pareja, Macaulay Shay, nació el 5 de junio de 2020.

## Otros trabajos

### Producto y endosos
En septiembre de 2010 se lanzó un «muñeco Aston», junto con los otros 3 miembros de JLS. Se produjeron muñecos actualizados para el lanzamiento del segundo álbum de JLS, Outta This World.
Durex se asoció con JLS para producir un rango de preservativos llamado «Just Love Safe», con cada miembro del grupo teniendo su propia caja. Las cajas con la marca Aston fueron las que más se vendieron. JLS también lanzó su icónica gama de sudaderas con capucha.
En 2010, Merrygold junto a Gill, Humes y Williams respaldaron a Wii Party de Nintendo, que apareció en 7 diferentes anuncios de televisión. JLS también formó parte de la campaña publicitaria de Walkers, «haz que el sandwich sea más emocionante». Esto resultó en que la banda hiciera una presentación sorpresa en Sandwich Technology School, que apareció en el anuncio televisivo junto a otras celebridades como Gary Lineker, Pamela Anderson y Jenson Button.
Mientras todavía era miembro de JLS, Merrygold solo apareció en anuncios de televisión para Coca-Cola en el Reino Unido promocionando su gama «Comparte una Coca».

### Filantropía
JLS fundó «The JLS Foundation», una fundación que se propone recaudar dinero para 6 organizaciones benéficas diferentes: Cancer Research UK, Rays of Sunshine, Brook, Childline, Beat Bullying y MS Society. A pesar de la división de la banda, la fundación aún permanece activa.
Aston es embajador de la organización benéfica BeatBullying, una causa por la que se siente fuertemente después de soportar el acoso racial cada vez mayor.
Merrygold ha aparecido en todas las noches de Children in Need desde 2010. Todas las ventas del número uno de JLS, «Love You More», fueron para Children In Need. En 2011, Merrygold hizo un VT para la organización benéfica en la que conoció a Emily, de 7 años, que padece osteogénesis imperfecta. En 2012, JLS actuó en el concierto «Children in Need Rocks Manchester» interpretando «Take a Chance on Me». En 2013, Merrygold apareció en Children in Need por última vez como miembro de JLS, donde el grupo cantó un popurrí de canciones de JLS en la telenovela de BBC One, EastEnders.
JLS también ayudó a recaudar dinero para Comic Relief, apareciendo en comedias con  Miranda Hart y James Corden.
En 2012, JLS visitó Uganda para Sport Relief, y apareció en VT durante todo el show. En el mismo año, JLS también lanzó el sencillo oficial de caridad «Proud» de Sport Relief, que alcanzó el puesto 6 en las listas, además de organizar un concierto benéfico especial «JLS Sing for Sport Relief» y hacer la Sport Relief Mile.
En total, JLS ha aparecido en 5 singles de caridad: una versión de "Hero" de Mariah Carey como parte de los finalistas de X Factor de 2008 (para Help for Heroes), «Wishing on a Star» como parte de los finalistas de X Factor con JLS y One Direction (para la organización Together for Short Lives) «Love You More» (para Children in Need), «Proud» (par Sport Relief) y «Everybody Hurts» (para Helping Haiti). 4 de los 5 de estos sencillos de caridad alcanzaron el número uno en el UK Singles Chart.

## Discografía

### Extended plays
| Título   | Detalles                                                                                        |
| -------- | ----------------------------------------------------------------------------------------------- |
| Precious | - Lanzamiento: 28 de abril de 2017 - Sello: Warner Bros Records - Formato: Descarga digital, CD |

### Sencillos

#### Como artista principal
| Año  | Título                                | Posición más alta | Posición más alta | Posición más alta | Posición más alta | Álbum               |
| Año  | Título                                | RU                | AUS               | IRL               | SCO               | Álbum               |
| ---- | ------------------------------------- | ----------------- | ----------------- | ----------------- | ----------------- | ------------------- |
| 2015 | «Get Stupid»                          | 28                | 10                | 72                | 15                | Sencillos sin álbum |
| 2015 | «Show Me»                             | —                 | —                 | —                 | —                 | Sencillos sin álbum |
| 2016 | «I Ain't Missing You» (con LDN Noise) | 126               | —                 | —                 | 70                | Sencillos sin álbum |
| 2016 | «Too Late»                            | —                 | —                 | —                 | —                 | Sencillos sin álbum |
| 2017 | «One Night in Paris»                  | —                 | —                 | —                 | —                 | Sencillos sin álbum |
| 2017 | «Precious» (con Shy Carter)           | —                 | —                 | —                 | 74                | Precious EP         |
| 2017 | «Trudy»                               | —                 | —                 | —                 | —                 |                     |

#### Como artista colaborador
| Año  | Título                                                          | Posición más alta | Álbum              |
| Año  | Título                                                          | AUS               | Álbum              |
| ---- | --------------------------------------------------------------- | ----------------- | ------------------ |
| 2016 | «Money Maker» (Throttle con LunchMoney Lewis y Aston Merrygold) | 65                | Sencillo sin álbum |